# Hyperolius xenorhinus
Hyperolius xenorhinus är en groddjursart som beskrevs av Laurent 1972. Hyperolius xenorhinus ingår i släktet Hyperolius och familjen gräsgrodor. IUCN kategoriserar arten globalt som otillräckligt studerad. Inga underarter finns listade i Catalogue of Life.